# Nelson Haedo Valdez
Nelson Haedo Valdez (Caaguazú, 1983. november 28. –) paraguayi labdarúgó, jelenleg az amerikai Seattle Sounders FC csatára.

## Pályafutása
Valdez 2001 decemberében igazolt a Werder Bremenhez a paraguayi Tembetary labdarúgó csapatától. A brémaiaknál töltött első két szezonja során a tartalékcsapatban játszott a Fußball-Regionalligában, de egyre gyakrabban kapott szerepet a nagy csapatban is. A 2003–04-es szezonban része volt a német bajnokságot és kupát megnyert csapatnak. 2004. december 7-én, percekkel azután, hogy becserélték két gólt is szerzett a spanyol Valencia ellen, idegenben szerzett góljaival a Bremen 2–0 arányban nyerte meg a mérkőzést, és továbbjutott a Bajnokok Ligája csoportköréből. A Bremennél töltött évei alatt nem sikerült gyakran a kezdőcsapatba jutnia, mivel ott olyan csatárok kaptak helyet, mint Miroslav Klose vagy Ivan Klasnić, a Bundesliga akkoriban legjobb csatárduója. 2006 májusában négyéves szerződést írt alá a német Borussia Dortmund csapatával, amelyben rendszeresen a kezdőcsapatban játszhatott, bár gólt szereznie alig sikerült, a 2006–07-es szezonban játszott 29 mérkőzése során mindössze egy gólt lőtt.
A 2006-os labdarúgó-világbajnokságra beválogatták Paraguay labdarúgó-válogatottjába, és az angol labdarúgó-válogatott elleni jó szereplése ellenére három mérkőzésen sem sikerült gólt szereznie.

## Címei
| Szezon  | Csapat        | Cím                 |
| ------- | ------------- | ------------------- |
| 2003-04 | Werder Bremen | Bundesliga          |
| 2004    | Werder Bremen | Német labdarúgókupa |